# Savannah Sutherland
Pour les articles homonymes, voir Sutherland.
Savannah Sutherland (née le 7 août 2003) est une athlète canadienne, spécialiste du 400 mètres haies.

## Biographie
Elle remporte la médaille de bronze du 400 m haies lors des championnats du monde juniors de 2021 en 57 s 27 en améliorant son record personnel. Elle bat pour la première fois le record du Canada du 400 mètres piste courte en mars 2023 lors des Championnat NCAA indoor en 51 s 60. Sur 400 mètres haies elle remporte les Championnat NCAA outdoor en juin avec 54 s 45. Sa bonne saison universitaire lui permet d'être dans la délégation canadienne aux Championnats du monde 2023 à Budapest. Elle s'arrête en demi-finales avec le seizième temps du 400 mètres haies en 54 s 99. 
En juin 2024 elle bat le record du Canada de Sage Watson du 400 mètres haies en 54 s 04 lors des qualifications aux Championnat NCAA outdoor, puis elle améliore sa marque en finale avec 53 s 26. Ses performances la sélectionnent pour les Jeux olmypiques de Paris, elle est qualifiée au temps lors des demi-finales, et termine septième de la finale remportée par Sydney McLaughlin-Levrone. Elle est la première Canadienne a participé à une finale depuis Rosey Edeh en 1996. Elle intègre le relais olympiques du 4 × 400 mètres pour la finale aux côtés de Zoe Sherar, Kyra Constantine et Lauren Gale où l'équipe termine sixième.
Sutherland améliore son record du 400 mètres en salle lors des Championnat NCAA indoor 2025 en 51 s 23

## Palmarès
| Date | Compétition                   | Lieu     | Résultat | Épreuve     | Temps         |
| ---- | ----------------------------- | -------- | -------- | ----------- | ------------- |
| 2021 | Championnats du monde juniors | Nairobi  | 3e       | 400 m haies | 56 s 11       |
| 2023 | Championnats du monde         | Budapest | 16e      | 400 m haies | 54 s 99       |
| 2024 | Jeux olympiques               | Paris    | 7e       | 400 m haies | 53 s 88       |
| 2024 | Jeux olympiques               | Paris    | 6e       | 4 x 400 m   | 3 min 22 s 01 |

## Records
| Épreuve                       | Temps   | Lieu           | Date         |
| ----------------------------- | ------- | -------------- | ------------ |
| 400 mètres haies piste courte | 51 s 23 | Virginia Beach | 15 mars 2025 |
| 400 mètres                    | 51 s 23 | Virginia Beach | 15 mars 2025 |
| 400 mètres haies              | 53 s 13 | Eugene         | 8 juin 2024  |